# Gabbai

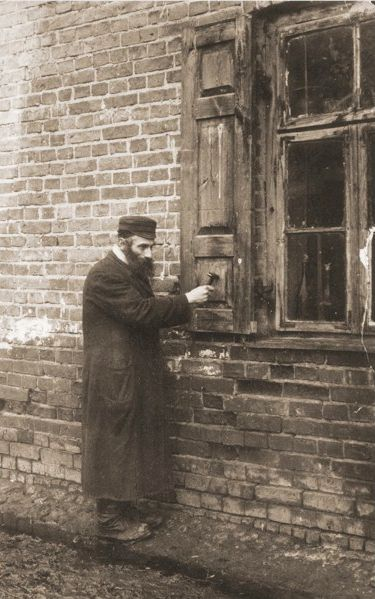
Gabbai a Biała (Polonia, 1926)

Gabbai (in ebraico גבאי ‎?) (o a volte: Shamash שמש) è una persona che assiste nei servizi di sinagoga e nella sua gestione, assicurandosi che tutte le relative esigenze siano sempre soddisfatte, per esempio che i servizi liturgici di preghiera vengano officiati regolarmente ed efficientemente; ha inoltre mansioni di assistente del rabbino (nell'ebraismo chassidico, come segretario o assistente personale del Rebbe). Spesso il gabbai ha anche l'obbligo di mantenere il cimitero ebraico.
In molte sinagoghe il gabbai non è un'occupazione permanente, come sopra descritta, ma rappresenta piuttosto un ruolo nel servizio della Torah.  Il gabbai è responsabile di chiamare i fedeli alla lettura della Torah (aliyah); in alcune sinagoghe il gabbai sta vicino al lettore della Torah, tenendo in mano una versione del testo con vocali e cantillazioni (speciale sillabazione e grafia dell'ebraico che non appare sullo scrollo sinagogale della Torah) e segue il lettore rendendosi sicuro che non faccia errori (per es., sbagli pronuncia o salti una parola).  In altre sinagoghe questo ruolo è assunto da un'altra persona chiamata sgan סגן.
La parola "gabbai" è aramaica e ai tempi del Talmud significava collettore di tasse o di carità, o tesoriere.
Nell'ebraismo - il termine  "bidello" (in ebraico: "shamash") viene usato a volte al posto di gabbai - indica un "custode" o "factotum" di sinagoga. Moshe il Custode, gabbai della sinagoga di Sighet negli anni 1940, è un importante personaggio del romanzo La notte di Elie Wiesel.